# Округ Сент Клер (Илиноис)
Округ Сент Клер (енгл. St. Clair County) је округ у америчкој савезној држави Илиноис.

## Демографија
По попису из 2010. године број становника је 270.056, што је 13.974 (5,5%) становника више него 2000. године.
| Група             | 2000.           | 2010.           |
| Белци             | 171.151 (66,8%) | 169.858 (62,9%) |
| Афроамериканци    | 73.666 (28,8%)  | 82.302 (30,5%)  |
| Азијати           | 2.322 (0,9%)    | 3.276 (1,2%)    |
| Хиспаноамериканци | 5.604 (2,2%)    | 8.785 (3,3%)    |
| Укупно            | 256.082         | 270.056         |